# Alessandro Corona
Alessandro Corona (født 9. januar 1972 i Ortona) er en italiensk tidligere roer.
Coronas første store resultat kom, da han i 1990 blev juniorverdensmester i dobbeltsculler. Samme år var han med i den italienske dobbeltfirer, der vandt bronze ved senior-VM, et resultat der blev forbedret til sølv ved VM i 1991.
Han var stadig med i dobbeltfireren ved OL 1992 i Barcelona, hvor han roede sammen med Gianluca Farina, Rossano Galtarossa og Filippo Soffici.De hentede en andenplads i det indledende heat, hvorpå de vandt deres semifinale. I finalen forbedrede den tyske båd deres olympiske rekord (sat i indledende heat) og vandt guld, mens nordmændene vandt sølv foran Italien, der akkurat holdt den schweiziske båd bag sig.
De følgende tre år var han med til at sikre VM-medaljer i dobbeltfireren, henholdsvis bronze i 1993 samt guld i 1994 og 1995. Han deltog også i samme disciplin ved OL 1996 i Atlanta, hvor italienerne blev nummer fire, mens de igen blev verdensmestre i 1997 og 1998. Ved OL 2000 i Sydney var Corona med i den italienske otter, der blev nummer fire, og hans sidste store konkurrence var ved OL 2004 i Athen, hvor han igen var med i dobbeltfireren, der måtte tage til takke med en fjerdeplads i B-finalen og dermed en samlet tiendeplads.

## OL-medaljer
- 1992:  Bronze i dobbeltfirer